# Pycnarmon septemnotata
Pycnarmon septemnotata is een vlinder van de familie van de grasmotten (Crambidae). De wetenschappelijke naam van deze soort is voor het eerst voorgesteld als Entephria 7-notata door Paul Mabille in een publicatie uit 1900.
De soort komt voor in Madagaskar.